# Francisco José Pérez Pérez

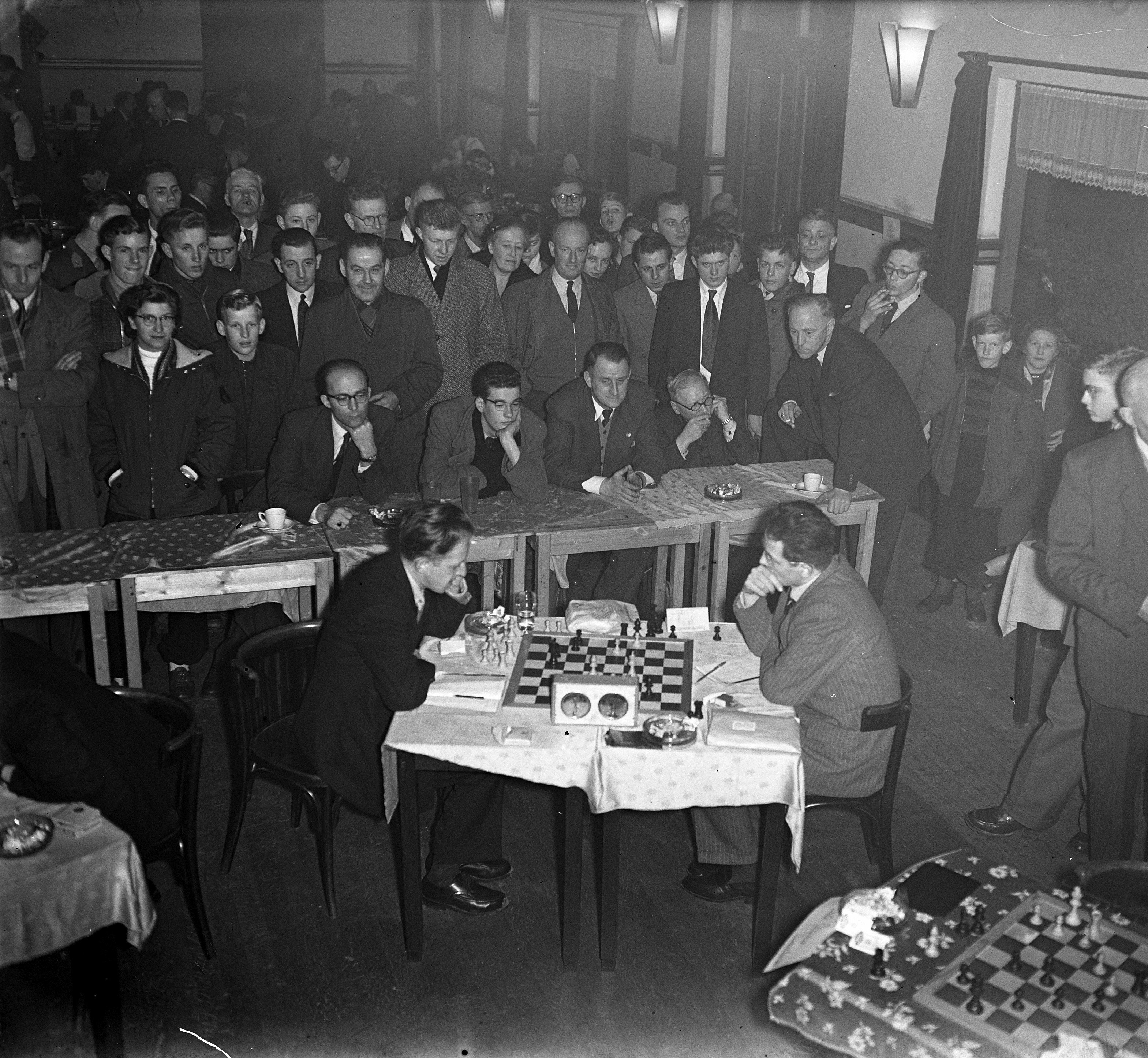
Milić vs. Pérez (Hoogovens, 1955)

Francisco José Pérez Pérez (Vigo, España 8 de septiembre de 1920 - La Habana, Cuba 20 de septiembre de 1999) fue un ajedrecista español, tres veces campeón nacional.

## En España

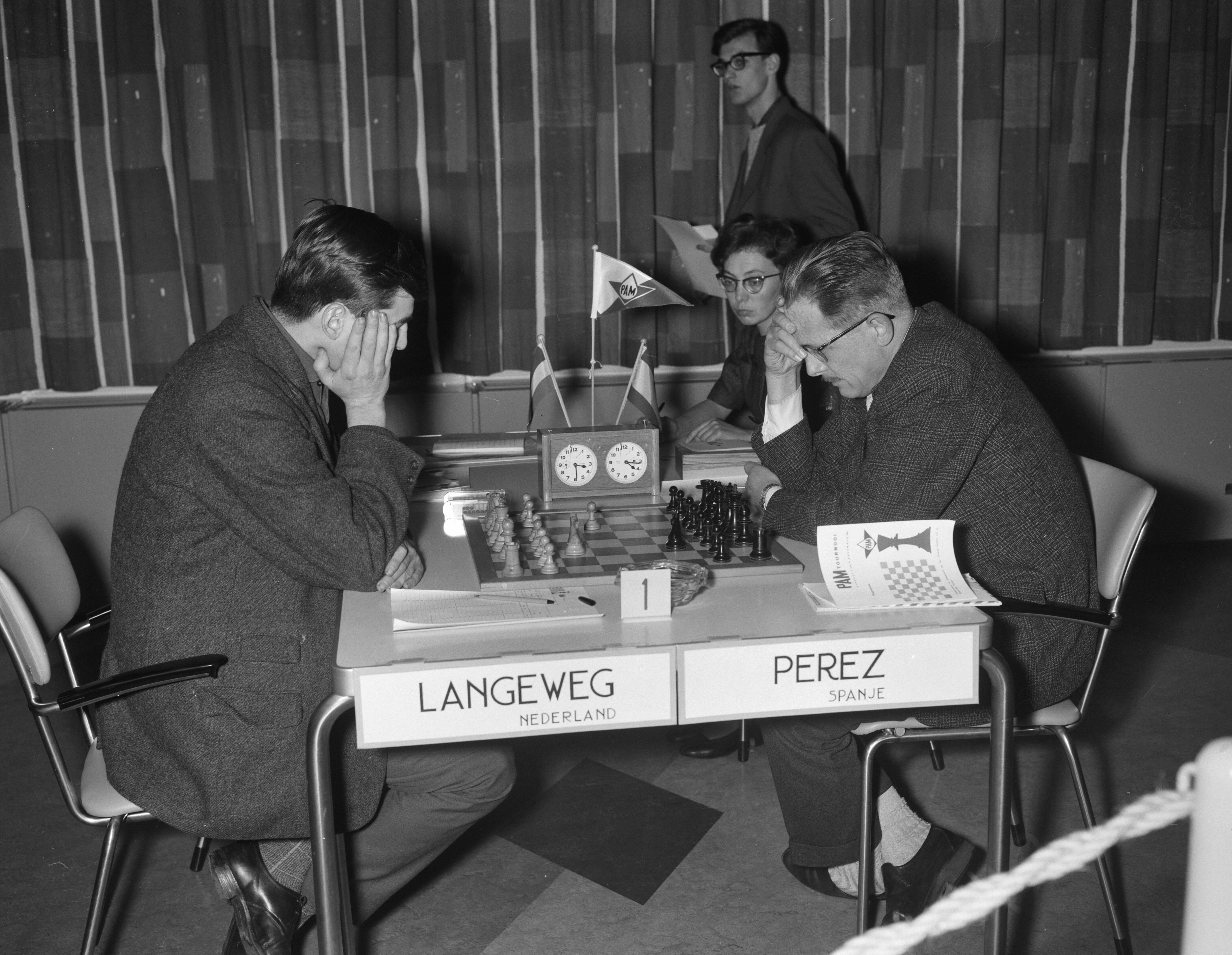
Langeweg vs. Pérez (1961)

Nació en Vigo pero hizo su aprendizaje del ajedrez en Málaga, lugar donde fue destinado su padre que era militar. Su hermana, Amelia Pérez de Navas, fue una destacada jugadora en Córdoba (Argentina).
Logró los campeonatos de España absolutos en 1948 superando al jugador Rafael Saborido, en el 1954 superando al maestro internacional Román Torán y en el 1960 superando nuevamente al jugador Rafael Saborido, y resultó subcampeón en una ocasión, en 1948 por detrás de Antonio Medina.
Consiguió el título de Maestro Internacional en 1959 y fue considerado como el mejor jugador a la ciega de España.
Durante su vida profesional, al trasladarse a vivir a Madrid, logró los campeonatos de Castilla en 1941, 1943, 1946, 1947 y 1949 en el que venció a Arturo Pomar en el desempate; a nivel nacional, ganó numerosos torneos así como el de Estoril en 1950.
Como jugador a la ciega, estableció varias veces la plusmarca española, en 1947 en Vitoria, a 15 tableros, con 11 victorias, 2 derrotas y 2 tablas, en 1954 en Puebla de Segur, Lérida, a 20 tableros y en el 25 de marzo de 1956 en Madrid, a 25 tableros de los que ganó 20 partidas, 1 perdida y 4 tablas.
Fue jugador de la selección española y participó en las Olimpiadas de Ajedrez en dos ocasiones en Múnich en 1958 y en Leipzig en 1960, en el Campeonato de Europa de ajedrez por equipos de 1961 en Oberhausen y en la Copa Clare Benedict en 1958, 1959 y 1960.

## En Cuba
Posteriormente se trasladó a vivir a Cuba, donde ganó el Torneo Zonal del Caribe en 1963 y a quien representó en la Olimpiada de Tel Aviv en 1964.
Cuando dejó de participar en competiciones, se dedicó a la enseñanza del ajedrez y a editar una revista especializada.
Murió en La Habana el 20 de septiembre de 1999.

## Aportación literaria
Colaboró en diferentes diarios y revistas de Madrid y Barcelona, entre las que se encontraba «Marca».
Francisco José Pérez Pérez escribió en colaboración con Ricardo Aguilera, los siguientes libros sobre ajedrez:
- Ajedrez hipermoderno I, editorial Fundamentos, ISBN 978-84-245-0388-8, Madrid, año.
- Ajedrez hipermoderno II, editorial Fundamentos, ISBN 978-84-245-0389-5, Madrid, año.